# Llúcia Garcia Torras
Llúcia Garcia Torras   (Igualada, c. 2005) és una actriu catalana.

## Carrera
És la protagonista de la pel·lícula Romería de Carla Simón, presentada a la selecció oficial del Festival de Cinema de Canes el 2025. Va ser la seva primera aparició al cinema. La jove actriu hi interpreta el paper de la Marina. Com que l'obra va ser seleccionada a la competició oficial del Festival de Canes de 2025, ella va poder pujar les escales de la catifa vermella del Palais des Festivals et des Congrès el 21 de maig.
Inspirada en la mateixa història de la directora Carla Simón, va ser el seu primer paper important en una producció internacional, coprotagonitzada amb el jove actor Mitch i actors espanyols consagrats, com ara Tristán Ulloa, Janet Novás, Miryam Gallego, José Ángel Egido i Alberto Gracia.
Aquesta interpretació, per a un primer paper com a protagonista de la pel·lícula, va ser destacada per la premsa francesa.

## Vida personal
Tot i que va néixer vora el 2005 a Igualada, està establerta a Barcelona. De fet, és neta de l'historiador igualadí Josep Maria Torras i Ribé.